# Raymond Dutto
Raymond Dutto est un footballeur français né le 9 décembre 1935 à Septèmes-les-Vallons et mort le 6 janvier 2009 à Aix-en-Provence. 

## Biographie
Il a évolué comme défenseur, principalement à l'Olympique lyonnais. 
Au total, il a disputé 59 matchs en Division 1 et 19 matchs en Division 2.

## Carrière de joueur
- US Rouet
- 1953-1960 : Olympique lyonnais
- 1960-1961 : AS Troyes-Savinienne[2]